# Алі-Баба (кратер)
Алі-Баба (лат. Ali Baba) — найбільший відомий кратер Енцелада, супутника Сатурна. Його середній діаметр — 37, а максимальний — 39 кілометрів. Був відкритий 1981 року на знімках космічного апарата «Вояджер-2», а пізніше детально відзнятий зондом «Кассіні». Названий на честь Алі-Баби зі збірки арабського фольклору «Казки тисяча і однієї ночі». Ця назва була затверджена Міжнародним астрономічним союзом 1982 року.

## Розташування
Алі-Баба знаходиться в північній кратерованій рівнинній області Енцелада — одному з найстарших регіонів супутника. Координати центру кратера — 56°50′ пн. ш. 17°31′ зх. д. / 56.84° пн. ш. 17.51° зх. д. Північним краєм він межує з великим кратером Аладдін. На північний схід від Алі-Баби розташований невеликий кратер Самад, а на південний схід — Джюльнара. Південніше Алі-Баби проходить борозна Басра (лат. Bassorah Fossa). За ім'ям Алі-Баби названий лист карти Енцелада, що містить цей кратер, — Se-2 Ali Baba.

## Опис
Алі-Баба — досить старий кратер (можливо, одна з найстарших деталей рельєфу Енцелада, що збереглися до нашого часу). Він сильно деформований різними процесами, що відбувалися після удару, який його створив. Його обриси досить неправильні, а дно всіяне меншими кратерами. У центрі Алі-Баби (як і багатьох інших кратерів Енцелада) є велика нерівна куполоподібна височина, що виникла через релаксацію крижаної поверхні супутника. Її висота — порядку 1 кілометра. Терас на схилах цього кратера нема. На його дні видно розломи, які тягнуться на північ, у кратер Аладдін (але роздільна здатність наявних знімків недостатня для їх детального дослідження). Подібні розломи є і в околицях цих кратерів, а також у деяких інших кратерах Енцелада (наприклад, у кратері Дуньязада).

## Прилеглий ланцюжок кратерів
На південь від Алі-Баби тягнеться безіменний ланцюжок кратерів завдовжки понад 100 км. Він прямий та спрямований від центру цього кратера. До нього входить близько 20 кратерів діаметром 3–6 км і глибиною порядку сотень метрів. Їх походження невідоме. Кілька ознак вказують на те, що вони не є вторинними кратерами Алі-Баби, незважаючи на подібність цього ланцюжка до ланцюжків вторинних кратерів. Можливо, вони з'явилися завдяки кріовулканізму — при вибуховому викиді водяної пари уздовж тектонічного розлому. Однак не виключено, що це, навпаки, результат провалювання речовини поверхні в такий розлом.